# Ramón Martín Durbán
Ramón Martín Durbán Bielsa (Zaragoza, 1904-Caracas, 1968) fue un pintor, ilustrador y cartelista español, exiliado en Venezuela tras la guerra civil española.

## Biografía
Nació el  11 de febrero de 1904 en la ciudad aragonesa de Zaragoza. Además de su labor como pintor, tuvo participación como ilustrador en la prensa aragonesa de la década de 1920 y, más adelante, en Barcelona, en la década posterior, en publicaciones como D'Ací i d'Allà, El Ebro, Art, Treball, Meridiá y Armas y Letras, entre otras. Ante la perspectiva de la toma de Barcelona por las tropas franquistas, huyó a Francia, antes de terminar instalado de forma definitiva en Venezuela, en cuya capital falleció el 18 de febrero de 1968. Durante la dictadura franquista, en 1940, se instruyó expediente de responsabilidades políticas contra él. En Venezuela ganó un Premio Nacional de Pintura. Mariano Picón-Salas le describió como un «dibujante y pintor de ornada y fluida línea zigzagueante, imaginativo, lírico y a ratos travieso».